# Lobe den Herren, den mächtigen König der Ehren, BWV 137
Lobe den Herren, den mächtigen König der Ehren, BWV 137 (Lloa al Senyor, el puixant Rei Gloriós),
 és una cantata religiosa de Johann Sebastian Bach per al dotzè diumenge després de la Trinitat, estrenada a Leipzig, el 19 d'agost de 1725.

## Origen i context
El text copia literalment les cinc estrofes l'himne de Joachim Neander, de l'any 1680, que recorda el salm Laudate Dominum in Sanctis ejus. L'obra es proposa lloar Déu amb diferents instruments, mitjançant un conjunt instrumental significatiu. L'alegria que transmet està relacionada amb l'evangeli del dia, Marc (7, 31-37), que narra la curació d'un sordmut. Tots els números de la cantata tenen el mateix començament: “Lloa al Senyor...” Encara que és una cantata basada en un coral no pertany al cicle de les Cantates corals, que va de l'11 de juny de 1724, Diumenge de Trinitat, a l'11 de febrer de l'any següent; no ho és només per criteris cronològics, sinó perquè té una estructura més antiga en mantenir totes les estrofes de l'himne, en aquest aspecte s'assembla més a les cantates de Dietrich Buxtehude que a les pròpies de Bach. Per a aquest diumenge es conserven dues cantates més, la BWV 35 i la BWV 69a.

## Anàlisi
Obra escrita per a soprano, contralt, tenor, baix i cor; tres trompetes, timbals, dos oboès, corda i baix continu. Consta de cinc números, cap dels quals és un recitatiu.
1. Cor: Lobe den Herren, den mächtigen König der Ehren (Lloa al Senyor, el puixant Rei Gloriós)
2. Ària (contralt): Lobe den Herren, der alles so herrlich regieret (Lloa al Senyor, que governa magnífic sobre tot)
3. Ària (duet de soprano i baix): Lobe den Herren, der künstlich und fein dich (Lloa al Senyor, que t'ha fet capaç de pensar i de sentir)
4. Ària (tenor): Lobe den Herren, der deinen Stand sichtbar gesegnet (Lloa al Senyor, que ha beneït clarament la teva condició)
5. Coral: Lobe den Herren, was in mir ist, lobe den Namen! (Lloa al Senyor, que tot en mi glorifiqui el seu nom!)

L'obra comença amb un concertant brillant de les tres trompetes, els dos oboès, la corda i el continu; el text a càrrec dels soprano es troba intercalat per interludis orquestrals. En el segon número, l'ària de contralt, la veu s'encarrega de la melodia del coral i de manera gradual es va incrustant, frase a frase, en el concertant del violí amb el continu. Bach transcrigué aquest número en un dels corals per a orgue, coneguts com a col·lecció Schübler, (BWV, 650). El número 3, és un duet de soprano i baix acompanyats pels dos oboès, on hi destaca una vocalització del soprano sobre el mot gebreitet (estendre). En el número 4, s'observa la superposició de dos plans sonors, l'ària de tenor amb el continu, sobre la qual se sent la trompeta tocant la melodia del coral. En el coral final, a més de les veus hi participen les trompetes i timbals, que li donen un final molt brillant. Té una durada aproximada d'un quart d'hora.

## Discografia seleccionada
- J.S. Bach: Das Kantatenwerk. Sacred Cantatas Vol. 7. Nikolaus Harnoncourt, Tölzer Knabenchor (Gerhard Schmidt-Gaden, director), Concentus Musicus Wien, Alan Bergius (solista del cor), Paul Esswood, Kurt Equiluz, Albert Hartinger. (Teldec), 1994.
- J.S. Bach: The complete live recordings from the Bach Cantata Pilgrimage. CD 38: Jakobskirche, Köthen; 10 de setembre de 2000. John Eliot Gardiner, Monteverdi Choir, English Baroque Soloists, Katherine Fuge, Robin Tyson, Christoph Genz, Peter Harvey. (Soli Deo Gloria), 2013.
- J.S. Bach: Complete Cantatas Vol. 18. Ton Koopman, Amsterdam Baroque Orchestra & Choir, Johannette Zomer, Bogna Bartosz, Christoph Prégardien, Klaus Mertens. (Challenge Classics), 2005.
- J.S. Bach: Cantatas Vol. 40. Masaaki Suzuki, Bach Collegium Japan, Yukari Nonoshita, Robin Blaze, Makoto Sakurada, Peter Kooij. (BIS), 2008.
- J.S. Bach: Church Cantatas Vol. 43. Helmuth Rilling, Gächinger Kantorei, Bach-Collegium Stuttgart, Arleen Augér, Gabriele Schreckenbach, Adalbert Kraus, Walter Heldwein. (Hänssler), 1999.
- J.S. Bach: Cantatas BWV 80, 137 & 26. Hans-Joachim Rotzsch, Gewandhauseorchester Leipzig, Thomanerchor Leipzig, Neues Bachisches Collegium Musicum, Arleen Augér, Ortrun Wenkel, Peter Schreier, Theo Adam. (Berlin Classics).